# Psalydolytta kindana
Psalydolytta kindana es una especie de coleóptero de la familia Meloidae.

## Distribución geográfica
Habita en República Democrática del Congo.